# Молчанов, Николай Семёнович
Никола́й Семёнович Молча́нов (8 [20] мая 1899, Гдов, Санкт-Петербургская губерния — 28 января 1972, Ленинград) — советский врач-терапевт, генерал-лейтенант медицинской службы, доктор медицинских наук, профессор, академик АМН СССР (1960). Герой Социалистического Труда.

## Биография

Могила Молчанова на Богословском кладбище Санкт-Петербурга

Родился 8 (20) мая 1899 года в г. Гдов, ныне Псковской области.
Окончил Военно-медицинскую академию (1923).
В годы Великой Отечественной войны — главный терапевт армии и фронта.
С 1948 года проходил службу в Военно-медицинской академии им. С. М. Кирова.
С 1956 года — главный терапевт Министерства обороны СССР.
Член партии с 1951 года.
Умер 28 января 1972 года в Ленинграде, похоронен на Богословском кладбище (площадка Военно-медицинской академии, участок 30).

## Звания и награды
- Указом Президиума Верховного Совета СССР от 23 мая 1969 года за выдающийся вклад в развитие советской медицины и в связи с 70-летием со дня рождения присвоено звание Героя Социалистического Труда с вручением ордена Ленина и золотой медали «Серп и Молот».
- Награждён 4 орденами Ленина, 2 орденами Красного Знамени, 2 орденами Отечественной войны 1-й степени, орденом Отечественной войны 2-й степени и орденом Красной Звезды, а также медалями.
- Заслуженный деятель науки РСФСР (1968).

## Память
- На здании, где проходил службу Н. С. Молчанов (наб. р. Фонтанки, д. 106), установлена мемориальная доска.
- Первая кафедра и клиника (терапии усовершенствования врачей) имени академика Н. С. Молчанова Военно-медицинской академии имени С. М. Кирова.